# Liste der Naturdenkmale in Vollmersweiler
Die Liste der Naturdenkmale in Vollmersweiler nennt die im Gemeindegebiet von Vollmersweiler ausgewiesenen Naturdenkmale (Stand 17. April 2013).

## Naturdenkmale
| Nr.         | Bezeichnung  | Lage                  | Beschreibung                               | Bild                                    |
| ----------- | ------------ | --------------------- | ------------------------------------------ | --------------------------------------- |
| ND-7334-221 | Rosskastanie | Raiffeisenstraße Lage | Aesculus hippocastaneum, um 1850 gepflanzt | Direkt Bild zu diesem Denkmal hochladen |